# Dolní Město
Dolní Město (en allemand : Unterstadt) est une commune du district de Havlíčkův Brod, dans la région de Vysočina, en Tchéquie. Sa population s'élevait à 912 habitants en 2020.

## Géographie
Dolní Město se trouve à 10 km au nord de Humpolec, à 15 km à l'ouest-nord-ouest de Havlíčkův Brod, à 30 km au nord-ouest de Jihlava à 85 km au sud-est de Prague.
La commune est limitée par Kouty, Trpišovice et Světlá nad Sázavou au nord, par Lipnice nad Sázavou à l'est, par Řečice, Proseč et Kaliště au sud et par Horní Paseka à l'ouest.

## Histoire
La première mention écrite de la localité date de 1386.

## Patrimoine
Sur le territoire de la commune, au centre du village et au lieu-dit "Loukov", se trouvent deux des trois églises gothiques datant du XIVe siècle, remarquables par leurs fresques murales.